# 피아노 소나타 29번 (베토벤)
《피아노 소나타 29번 내림나장조, 작품 번호 106》은 루트비히 판 베토벤에 의해 쓰인 피아노 소나타로, "하머클라비어"라는 별칭을 갖고 있다. 베토벤의 후기에 작곡된 것으로, 그의 가장 중요한 작품의 하나이고, 가장 저명한 피아노 소나타의 하나이다. 이 소나타가 쓰인 시기는 베토벤이 청력을 완전히 상실하여 필담장에 의존하기 시작한 시기와도 겹친다.

## 개요
《28번 소나타》를 쓴 뒤 베토벤은 조카 카를의 친권 다툼 등 음악 이외의 문제로 골머리를 앓는 일이 잦았다. 그러나, 창작 활동이 보기에 정체된 것처럼 보였던 이 시기에도 음악에 대한 열정은 그의 안에서 결정화되어, 이 소나타로부터 《장엄미사》나 《교향곡 9번》으로 개화해 가고 있다.
베토벤이 이 작품의 작곡에 착수한 것은 1817년 11월의 일로, 1818년 초두에 제2악장까지 완성이 이루어진 것으로 볼 때, 하절기를 보낸 짝의 연결고리에서 후반 악장도 대략 형태를 이루고 있었을 것으로 예상해 볼 수 있고, 1819년 3월까지는 정서(淨書)를 포함해 작품이 완성이 되었을 것으로 여겨진다. 악보의 초판은 완성된 해의 10월 1일에 빈의 아르타리아를 통해 간행되었고, 헌정은 그의 제자이자 후원자인 오스트리아의 루돌프 대공에게 이루어졌다.
이 소나타의 별칭이 Pianoforte ("피아노포르테")의 독일어 표기인 Hammerklavier ("하머클라비어")로 통칭되는 것은, 베토벤이 슈타이너 사에 보낸 편지에서 작품 번호 101 이후의 피아노 소나타에는 이탈리아어 표기의 제목 대신 독일어 표기의 제목 Groasuree Sonate für das Hammerklavier ("하머클라비아를 위한 대소나타")로 지정해 달라고 한 데서 유래한다. 그런데 이후 이 소나타만 "하머클라비어"로 불리기 시작했다. 덧붙여 이 곡의 자필보는 유실되어 버렸다.
《디아벨리 변주곡》과 함께 베토벤이 작곡한 피아노를 위한 작품 중에서 가장 어려운 곡으로 간주되고 있는 이 소나타는, 오늘날 연주되는 베토벤의 피아노 레파토리 곡들 중에서는 가장 도전적인 독주 작품의 하나로 남아 있다. 실제로 베토벤이 세상을 떠난 후 리스트가 연주회에서 연주하기 전까지 거의 15년 동안 이 소나타는 연주가 불가능한 것으로 간주되었다. 리스트는 베토벤 이후 이 소나타의 공식적인 최초의 연주자가 되었다.

## 구조
작품은 전 4악장으로 구성되어 있다.
1. Allegro
2. Scherzo: Assai vivace
3. Adagio sostenuto
4. Introduzione: Largo... Allegro – Fuga: Allegro risoluto

4악장 구성은 베토벤이 흔히 사용했던 구성으로, 슈베르트와 같은 동시대 음악가들이 이를 모방했으며, 2개 또는 3개의 악장으로 이루어진, 보다 일반적인 모차르트와 하이든의 소나타와 대조를 이룬다.
총 연주 소요 시간은 약 38-45분으로, 모든 베토벤의 피아노 소나타 중 가장 긴 시간으로 기록된다. 원전판의 메트로놈 표시대로 36분 대로 연주한 연주는 기제킹과 비텐바흐의 음원이 있다.

### 제1악장. 알레그로
2/2 박자, 내림나장조, 소나타 형식. 9-13분.
소나타 형식으로 재현부의 뒤에 2차 전개부를 가진다. 교향악적인 장대함을 지니고 있다.
악보1
악보2
악보1이 다시 얼굴을 슬쩍 비치면, 8분음표가 주체의 경과구가 되고 매끄러운 추이 속에서 사장조의 제2주제가 모습을 드러낸다(악보3).
악보3
이어지는 결미구는 많은 소재를 내포하는 규모가 큰 것으로, 그중 칸타빌레로 지정된 악보4의 프레이즈는 이후에도 중요한 역할을 하게 된다.

악보4
악보4가 긴 트릴을 거느리고 반복되고, 거침없는 코데타로 제시부를 마치면, 반복기호로 제시부의 서두로 돌아온다. 제시부의 결미를 계승하면서 개시되는 전개부는, 곧 제1주제에 의한 4성의 푸가가 된다. 크게 고조되면 보례4가 나타나는데, 다시 나타난 악보1에 의한 푸가풍의 움직임에 의해 재현부에 이른다. 제1주제에 이어 제2주제도 내림나장조로 재현되고, 확대된 결미가 절정을 이루는 곳에서 보례 4가 삽입되어 코다로 연결된다. 악보1을 바탕으로 한 코다는 숨가쁘게 역동성을 변화시키면서 진행되며 마지막에는 강주로 악장을 마무리한다.

### 제2악장. 스케르초. 아사이 비바체
3/4 박자, 내림나장조. 세도막 형식, 약 3분.
작곡가가 피아노 소나타를 위해 쓴 마지막 스케르초 악장이다. 같은 리듬을 되풀이하는 주제가 변주로 반복된다. 연주 시간은 3분에 못미친다.
악보5
중간부는 영웅 교향곡의 서두 주제를 상기시키는 악보6으로 구성되며, 카논식으로 다루어진다.
악보6
중간부 뒤에 놓인 간주에서는 장단을 2/4 박자로 바꾸어 프레스토가 되고, 다시 프레스티시모에 의한 스케일로 넓은 음역을 단숨에 뛰어올라가 긴장감을 고조시키지만, 3/4 박자로 돌아와 악보5가 재현된다. 끝날 무렵에 2/2 박자가 되어 "프레스토로 나 음을 연타했는가"라고 생각하면, 마지막은 원래의 박자, 템포로 돌아와 약한 소리로 산뜻하게 악장을 끝낸다.

### 제3악장. 아다지오 소스테누토
6/8 박자, 올림바단조. 소나타 형식, 14-25분
깊은 내용을 담은 대규모의 완서악장이다. 악보7에 나타나는 서두의 1 마디는 1819년 4월 16일에 작곡자가 런던에서 악보 인쇄를 하던 페르디난트 리스에게 서신으로 의뢰하여 덧붙인 것이다. 메트로놈에 의한 속도 지정도 이 때 행해져, 제3악장에는 "8분음표 = 92"이라고 하는 템포가 정해졌다.
악보7
순간 고음부로부터 사장조가 들리는 인상적인 에피소드를 반복하고, 약음 페달을 떼어 경과구로 이행한다. 악보8의 두번째 주제는 먼저 라장조로 낮은 소리를 내면서 성부를 오가며 노래한다.
악보8
두 번째 주제가 섬세한 음표의 흐름과 함께 발전하면서 절정을 형성하면, 침착성을 되찾아 전개부로 들어간다. 주로 첫 번째 주제를 다루는 전개부의 규모는 크지 않고, 그 끝에 놓인 32분 음표의 음형에 녹아들도록 첫 번째 주제와 이어지는 에피소드가 재현된다. 두 번째 주제는 올림바장조에서 재현되며 열기가 사그러들면서 코다가 된다. 두 번째 주제부터 시작하는 코다는 점차 고조되어 강주에 이르는데, 첫 번째 주제가 차분한 표정으로 이를 대체하고 마지막에는 평온함 속에 장대한 악장을 잇고 있다.

### 제4악장. 서주: 라르고 - 푸가: 알레그로 리솔루토
"4/4 - 3/4 박자", 내림나장조. 약 12분.
환상곡풍의 서주와 푸가로 이루어져 있다. 먼저 환상곡풍의 서주가 놓인다(보례 9). 사이에 라르고의 악상을 끼워 넣으면서 운-포코-피우-비바체의 음계적인 부분, 알레그로의 활발한 움직임이 나타나 서주부를 형성한다. 마지막에는 프레스티시모가 되어 알레그로 리솔루토의 주부로 이행한다.
악보9
5 마디의 서주로부터 결연히 푸가의 주제가 제시된다(악보10). 시작 부분에는 "약간 자유로운 3성의 푸가"("Fuga a tre voci, con alcune licenze")라는 기입이 보인다. 10도의 도약으로 시작하는 악보10은 푸가의 주제로서는 비교적 규모가 큰 것이다. 자유스러우면서도 푸가에 이용되는 모든 기법을 구사해 매우 아카데믹한 느낌을 준다.
악보10
먼저 소프라노에서 조성적 응답이 이루어지고 이어 베이스에 주제가 내놓아져 3성이 된다. 간주부를 거친 뒤 내림라장조로 주제가 나와 두 번째 푸가가 전개된다. 내림사장조로 옮겨가면 악보11의 가벼운 에피소드가 나타난다.
악보11
악보11이 전개되어 가지만, 그 중도에 악보12에 나타나는 푸가 주제의 확대형이 모습을 드러낸다. 한 박자마다 스포르찬도가 붙어 묵직하게 강조되면 악보12의 서두 부분의 반행형도 얼굴을 내비치는데, 곧 악보11에 따른 경쾌한 추이로 되돌아간다.
악보12
그 다음에 나오는 악보13은 악보10의 역행형이고 악보10을 전후로 한 형태이다. 이것에 대한 응답이 소프라노, 베이스에 차례차례 출현하여 세번 째의 푸가를 형성한다. 전개가 진행되는 과정에서는 다시 악보13의 일부를 반행형으로 한 것이 원래의 음형과 조합된다.
악보13
일단 베이스에 악보10이 출현한 후, 소프라노에 주제의 반행이 출현한다(악보14). 이에 대한 응답이 테너, 베이스로 행해지고, 주제의 첫부분의 10도 도약과 트릴의 조합이 원형 및 그 반행 사이에서 분주하게 전환되며, 긴장이 정점에 달하면 1마디의 전체 휴지가 삽입된다.
악보14
휴지의 정적을 깨뜨리는 악보15는 라장조로 온화한 표정을 가진 새로운 소재이다. 이 주제도 역시 3성으로 연주되어 잠시나마 침착함을 자아낸다.
악보15
악보10의 단축형이 회귀하는데, 이것은 보례 15와 조합됨으로써 2중 푸가를 형성한다. 악보15가 풍금처럼 저음부에서 울려 퍼지면 주제의 원형(보례 10)과 반행형(보례 14)이 한 박자 틀어서 연주되는 스트레치가 된다. 이후, 잠시 주제에 따라 전개가 진행되어, 정점에서 테너에 응답형의 주제가 재현된다. 베이스에도 나오는 보례 10은 소프라노에 반행형을 동반하고, 차례차례 응답이 이루어지면 저음부의 트릴 위에 넓은 음역의 아르페지오가 출현하여 수습을 한다. 코다가 되고, 계속 울리는 저음으로의 트릴 위에 악장 중의 다수의 소재가 회상된 후, 포코 아다지가 된다. 원래 템포로 돌아가면 마지막 정점을 찍고, 화음의 강타로 전곡을 마무리한다.

## 인용구
"하머클라비어 소나타는 까다롭습니다. 그것을 만질 때, 사람은 평범하고 온건한 것에 참을성이 없게 되는데, 그 방법을 알고 스스로 행동하지만, 더 높은 형태의 성가심에 지나지 않습니다." - 요아힘 카이저
"하머클라비어 소나타는 연주하지 않으면 더 쉽게 얻을 수 없습니다." - 다니엘 바렌보임
“9번 교향곡이 지휘자를 위한 것이라면, 하머클라비어는 우리 피아니스트를 위한 것입니다. 기념비적인 작품이고 가장 중요한 작품이며, 또, 더 좋은 것은, 정상 뿐 아니라 깊은 곳을 가로지르는 작품이라는 겁니다. 그래서 우리는 존경심을 가지고 접근해야 합니다." - 파울 바두라스코다

## 같이 보기
- 루트비히 판 베토벤의 작품 목록
- 피아노 소나타 (베토벤)
- 후기 피아노 소나타 (베토벤)